# Дражевник
Дражевник (словен. Draževnik) — поселення в общині Доброва-Полхов Градець, Осреднєсловенський регіон, Словенія. 
Висота над рівнем моря: 313 м.